# Meryem Kaçar
Meryem Kaçar, née le 1er octobre 1969 à Çifteler (Turquie) est une femme politique belge flamande, membre de Groen!.
Elle est licenciée en droit (RUG). De 1996 à 2001, elle est membre du CA du Centre pour l'égalité des chances et la lutte contre le racisme et, depuis 1998, elle est membre du conseil d'administration du Liga voor Mensenrechten (nl) (Ligue des Droits de l'Homme).

## Carrière politique
- 1999-2003 : sénatrice élue directe en remplacement de Mieke Vogels, ministre
- 2007-2009 : conseillère communale à Gand